# Bóng rổ tại Đại hội Thể thao châu Á 1966
Bóng rổ là một trong 14 bộ môn thể thao tổ chức tại Đại hội Thể thao châu Á 1966 ở Bangkok, Thái Lan. Nó được tổ chức từ 10 tháng 12 đến 19, 1966.

## Huy chương giành được
| Nội dung | Vàng | Bạc | Đồng |
| -------- | --- | --- | --- |
| Nam      | Israel (ISR) · Abraham Gutt · Ami Shelef · Amnon Avidan · David Kaminsky · Ilan Zohar · Gershon Dekel · Haim Shtarkman · Igal Dar · Itshak Shachar · Offer Eshed · Tanhum Cohen-Mintz · Zvi Lubetsky | Thái Lan (THA) · Banchong Vongwailert · Channaronk Seriwat · Dusit Puatusnanan · Manu Vichitsrawong · Pracha Srisavaet · Prakong Panturat · Rangsan Supachitranan · Somsak Tohbundit · Surasak Saechua · Tah Srirat · Viroj Cheepluesak · Wan Tubtawee | Hàn Quốc (KOR) · Kim Chul-Kap · Kim In-Kun · Lee In-Pyo · Kim Young-Il · Lee Byung-Goo · Lee Byung-Kuk · Shin Dong-Pa · Park Han · Shin Hyun-Soo · Choi Jong-Kyu · Kim Moo-Hyun · Ha Ui-Kon |

## Kết quả

### Vòng loại

#### Bảng A
| Đội                | Pld | W | L | PF  | PA  | PD   | Pts |
| ------------------ | --- | - | - | --- | --- | ---- | --- |
| Nhật Bản           | 4   | 4 | 0 | 326 | 199 | +127 | 8   |
| Thái Lan           | 4   | 3 | 1 | 327 | 274 | +53  | 7   |
| Trung Hoa Dân Quốc | 4   | 2 | 2 | 355 | 301 | +54  | 6   |
| Malaysia           | 4   | 1 | 3 | 259 | 293 | −34  | 5   |
| Ceylon             | 4   | 0 | 4 | 251 | 451 | −200 | 4   |

| 10 tháng 12 |  | Thái Lan | 70–58 | Malaysia |  | Sân vận động Nimibutr, Bangkok |

| 10 tháng 12 |  | Nhật Bản | 115–53 | Ceylon |  | Sân vận động Nimibutr, Bangkok |

| 11 tháng 12 |  | Trung Hoa Dân Quốc | 129–75 | Ceylon |  | Sân vận động Nimibutr, Bangkok |

| 11 tháng 12 |  | Nhật Bản | 69–34 | Malaysia |  | Sân vận động Nimibutr, Bangkok |

| 12 tháng 12 |  | Thái Lan | 120–70 | Ceylon |  | Sân vận động Nimibutr, Bangkok |

| 12 tháng 12 |  | Nhật Bản | 68–53 | Trung Hoa Dân Quốc |  | Sân vận động Nimibutr, Bangkok |

| 14 tháng 12 |  | Malaysia | 87–53 | Ceylon |  | Sân vận động Nimibutr, Bangkok |

| 14 tháng 12 |  | Thái Lan | 78–72 | Trung Hoa Dân Quốc |  | Sân vận động Nimibutr, Bangkok |

| 15 tháng 12 |  | Trung Hoa Dân Quốc | 101–80 | Malaysia |  | Sân vận động Nimibutr, Bangkok |

| 15 tháng 12 |  | Nhật Bản | 74–59 | Thái Lan |  | Sân vận động Nimibutr, Bangkok |

#### Bảng B
| Đội               | Pld | W | L | PF  | PA  | PD   | Pts |
| ----------------- | --- | - | - | --- | --- | ---- | --- |
| Hàn Quốc          | 5   | 5 | 0 | 457 | 298 | +159 | 10  |
| Israel            | 5   | 4 | 1 | 417 | 324 | +93  | 9   |
| Philippines       | 5   | 3 | 2 | 512 | 357 | +155 | 8   |
| Iran              | 5   | 2 | 3 | 380 | 398 | −18  | 7   |
| Việt Nam Cộng hòa | 5   | 1 | 4 | 378 | 501 | −123 | 6   |
| Miến Điện         | 5   | 0 | 5 | 283 | 549 | −266 | 5   |

| 10 tháng 12 |  | Hàn Quốc | 110–62 | Việt Nam Cộng hòa |  | Sân vận động Nimibutr, Bangkok |

| 10 tháng 12 |  | Philippines | 132–49 | Miến Điện |  | Sân vận động Nimibutr, Bangkok |

| 10 tháng 12 |  | Israel | 87–55 | Iran |  | Sân vận động Nimibutr, Bangkok |

| 11 tháng 12 |  | Hàn Quốc | 128–53 | Miến Điện |  | Sân vận động Nimibutr, Bangkok |

| 11 tháng 12 |  | Israel | 100–70 | Việt Nam Cộng hòa |  | Sân vận động Nimibutr, Bangkok |

| 11 tháng 12 |  | Philippines | 103–69 | Iran |  | Sân vận động Nimibutr, Bangkok |

| 12 tháng 12 |  | Philippines | 109–65 | Việt Nam Cộng hòa |  | Sân vận động Nimibutr, Bangkok |

| 12 tháng 12 |  | Iran | 103–48 | Miến Điện |  | Sân vận động Nimibutr, Bangkok |

| 12 tháng 12 |  | Hàn Quốc | 62–48 | Israel |  | Sân vận động Nimibutr, Bangkok |

| 14 tháng 12 |  | Việt Nam Cộng hòa | 95–82 | Miến Điện |  | Sân vận động Nimibutr, Bangkok |

| 14 tháng 12 |  | Hàn Quốc | 74–53 | Iran |  | Sân vận động Nimibutr, Bangkok |

| 14 tháng 12 |  | Philippines | 86–91 | Israel |  | Sân vận động Nimibutr, Bangkok |

| 15 tháng 12 |  | Iran | 100–86 | Việt Nam Cộng hòa |  | Sân vận động Nimibutr, Bangkok |

| 15 tháng 12 |  | Israel | 91–51 | Miến Điện |  | Sân vận động Nimibutr, Bangkok |

| 15 tháng 12 |  | Philippines | 82–83 | Hàn Quốc |  | Sân vận động Nimibutr, Bangkok |

### Vòng cuối

#### Xếp hạng 9 đến 11
|  | Từ hạng 9 đến 11  | Từ hạng 9 đến 11  |     |  | Xếp hạng 9  | Xếp hạng 9 |  |
|  |                   |                   |     |  |             |            |  |
|  | 17 tháng 12       |                   |     |  |             |            |  |
|  | Ceylon            | 107               |     |  |             |            |  |
|  | Miến Điện         | 82                |     |  |             |            |  |
|  |                   |                   |     |  |             |            |  |
|  |                   |                   |     |  | 19 tháng 12 |            |  |
|  |                   |                   |     |  | Ceylon      | 88         |  |
|  |                   | Việt Nam Cộng hòa | 102 |  |             |            |  |
|  |                   |                   |     |  |             |            |  |
|  |                   |                   |     |  |             |            |  |
|  |                   |                   |     |  |             |            |  |
|  | 17 tháng 12       |                   |     |  |             |            |  |
|  | Việt Nam Cộng hòa |                   |     |  |             |            |  |
|  | Bye               |                   |     |  |             |            |  |

##### Bán kết
| 17 tháng 12 |  | Ceylon | 107–82 | Miến Điện |  | Sân vận động Nimibutr, Bangkok |

##### Tranh vị trí 9
| 19 tháng 12 |  | Ceylon | 88–102 | Việt Nam Cộng hòa |  | Sân vận động Nimibutr, Bangkok |

#### Xếp hạng 5 đến 8
|  | Xếp hạng 5 đến 8   | Xếp hạng 5 đến 8 |                    |     | Xếp hạng 5 | Xếp hạng 5 |
|  |                    |                  |                    |     |            |            |
|  | 17 tháng 12        |                  |                    |     |            |            |
|  |                    |                  |                    |     |            |            |
|  | Trung Hoa Dân Quốc | 89               |                    |     |            |            |
|  | Trung Hoa Dân Quốc | 89               | 19 tháng 12        |     |            |            |
|  | Iran               | 78               |                    |     |            |            |
|  | Iran               | 78               | Trung Hoa Dân Quốc | 75  |            |            |
|  | 17 tháng 12        |                  | Trung Hoa Dân Quốc | 75  |            |            |
|  |                    | Philippines      | 72                 |     |            |            |
|  | Philippines        | Philippines      | 72                 | 113 |            |            |
|  | Philippines        |                  |                    | 113 |            |            |
|  | Malaysia           | 73               |                    |     |            |            |
|  | Malaysia           | 73               | Xếp hạng 7         |     |            |            |
|  |                    |                  |                    |     |            |            |
|  | 19 tháng 12        |                  |                    |     |            |            |
|  |                    |                  |                    |     |            |            |
|  | Iran               | 95               |                    |     |            |            |
|  | Iran               | 95               |                    |     |            |            |
|  | Malaysia           | 88               |                    |     |            |            |

##### Bán kết
| 17 tháng 12 |  | Trung Hoa Dân Quốc | 89–78 | Iran |  | Sân vận động Nimibutr, Bangkok |

| 17 tháng 12 |  | Philippines | 113–73 | Malaysia |  | Sân vận động Nimibutr, Bangkok |

##### Tranh vị trí 7
| 19 tháng 12 |  | Iran | 95–88 | Malaysia |  | Sân vận động Nimibutr, Bangkok |

##### Tranh vị trí 5
| 19 tháng 12 |  | Trung Hoa Dân Quốc | 75–72 | Philippines |  | Sân vận động Nimibutr, Bangkok |

#### Nhà vô địch
|  | Bán kết     | Bán kết  |                       |    | Tranh huy chương vàng | Tranh huy chương vàng |
|  |             |          |                       |    |                       |                       |
|  | 17 tháng 12 |          |                       |    |                       |                       |
|  |             |          |                       |    |                       |                       |
|  | Nhật Bản    | 34       |                       |    |                       |                       |
|  | Nhật Bản    | 34       | 19 tháng 12           |    |                       |                       |
|  | Israel      | 57       |                       |    |                       |                       |
|  | Israel      | 57       | Israel                | 90 |                       |                       |
|  | 17 tháng 12 |          | Israel                | 90 |                       |                       |
|  |             | Thái Lan | 42                    |    |                       |                       |
|  | Hàn Quốc    | Thái Lan | 42                    | 52 |                       |                       |
|  | Hàn Quốc    |          |                       | 52 |                       |                       |
|  | Thái Lan    | 67       |                       |    |                       |                       |
|  | Thái Lan    | 67       | Tranh huy chương đồng |    |                       |                       |
|  |             |          |                       |    |                       |                       |
|  | 19 tháng 12 |          |                       |    |                       |                       |
|  |             |          |                       |    |                       |                       |
|  | Nhật Bản    | 60       |                       |    |                       |                       |
|  | Nhật Bản    | 60       |                       |    |                       |                       |
|  | Hàn Quốc    | 72       |                       |    |                       |                       |

##### Bán kết
| 17 tháng 12 |  | Nhật Bản | 34–57 | Israel |  | Sân vận động Nimibutr, Bangkok |

| 17 tháng 12 |  | Hàn Quốc | 52–67 | Thái Lan |  | Sân vận động Nimibutr, Bangkok |

##### Tranh huy chương đồng
| 19 tháng 12 |  | Nhật Bản | 60–72 | Hàn Quốc |  | Sân vận động Nimibutr, Bangkok |

##### Tranh huy chương vàng
| 19 tháng 12 |  | Israel | 90–42 | Thái Lan |  | Sân vận động Nimibutr, Bangkok |

## Vòng cuối
| Hạng | Đội                | Pld | W | L |
| ---- | ------------------ | --- | - | - |
|      | Israel             | 7   | 6 | 1 |
|      | Thái Lan           | 6   | 4 | 2 |
|      | Hàn Quốc           | 7   | 6 | 1 |
| 4    | Nhật Bản           | 6   | 4 | 2 |
| 5    | Trung Hoa Dân Quốc | 6   | 4 | 2 |
| 6    | Philippines        | 7   | 4 | 3 |
| 7    | Iran               | 7   | 3 | 4 |
| 8    | Malaysia           | 6   | 1 | 5 |
| 9    | Việt Nam Cộng hòa  | 6   | 2 | 4 |
| 10   | Ceylon             | 6   | 1 | 5 |
| 11   | Miến Điện          | 6   | 0 | 6 |